# Villa Albina

## Villa Albina
Villa Albina, cuyo nombre oficial es Casa Museo Villa Albina, es una casa, hacienda y museo que funcionó como uno de los domicilios de la familia del magnate del estaño, Simón I. Patiño. Se ubica en Pairumani, a aproximadamente 16 kilómetros de la ciudad de Cochabamba, en Bolivia.

## Historia
La construcción de la casa inició en 1917 y fue pensada para ser el hogar de los esposos Simón Iturri Patiño y Albina Rodríguez en los pies del cerro Tunari. Fue bautizada por Patiño como "Villa Albina" en honor a su esposa. Se dice que poco tiempo después de contraer matrimonio, los esposos pasaron un tiempo en Vinto y a Albina Rodríguez le gustó mucho el lugar y su esposo le prometió que algún día le compraría una casa de  campo allí.
La casa terminó de construirse en 1927, pero la Hacienda Modelo Pairumani, un complejo agrícola y ganadero con tecnología avanzada para su época, tomó más años. Patiño murió antes de ver terminada la construcción, pero su esposa e hijos vivieron allí hasta 1953, antes de irse del país con destino a Europa. Luego de la muerte de los esposos y los hijos, los restos de estos se trasladaron al mausoleo familiar que se encuentra en la propiedad. Allí están las tumbas de Simón, Albina y sus hijos, René, Graziella y Antenor. 
En 1964, los herederos de Patiño donaron la propiedad a la Fundación Universitaria Simón I. Patiño y en 2019 y el 10 de mayo de 2019 la casa fue abierta como museo.

## Características

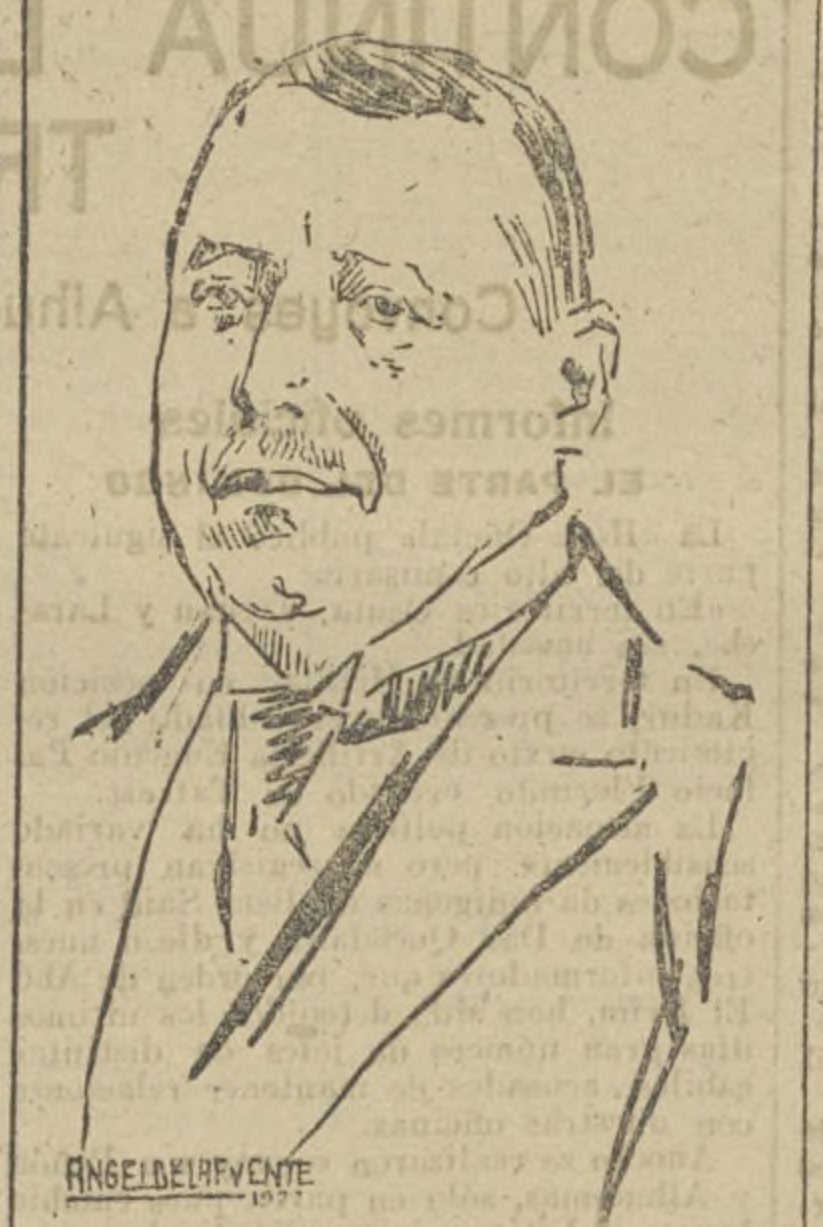
Retrato dibujado de Simón I. Patiño

El terreno, que cuenta con 15.8 hectáreas, fue inicialmente amurallado y luego se procedió a la construcción de la casa. La edificación fue realizada mientras la familia pasaba un tiempo en Europa, lugar en donde se iniciaron los planos. 
Villa Albina fue diseñada por el arquitecto francés José Turigas, con algunas modificaciones del arquitecto Max Franz, y construida por el francés Francisco Nardin. La casa tiene dos pisos y combina las estéticas del Art Nouveau y el Art Deco. Cuenta con un patio central interior, con una fuente de piedra. En la planta baja hay 10 habitaciones, entre salones de recepción y salas de juego, escritorios de los esposos, el comedor principal y un salón de baile. En la planta alta hay quince habitaciones, entre los dormitorios, los baños y lugares de reposo. Los jardines tuvieron la participación del entonces subdirector del Jardín Botánico de Santiago de Chile y de un especialista japonés. En los jardines se pueden encontrar árboles nativos e introducidos, incluyendo araucarias, encinos y magnolias. En el exterior hay dos esculturas de mármol del taller de estatuaria parisina Víctor Félix Cavaroc, así como una réplica de una Artemisa que se encuentra en el Louvre y una escultura de bronce hecha por un artista germano-estadounidense.
Para poder tener energía eléctrica, en 1922 se inició la construcción de un dique de piedra y de una laguna artificial llamada San Francisco, a los pies del Tunari. Con el tiempo, el lugar donde se ubica la central eléctrica pasó a ser parte del Parque Ecoturístico Pairumani.

## Hacienda Modelo Pairumani
En la hacienda se construyeron establos para los animales que fueron comprados en Argentina, Estados Unidos y Europa. Resaltan las 600 vacas lecheras de raza Holstein Friesian que fueron trasladadas a Bolivia para la hacienda. Se montaron una lechería, una fábrica de hielo y un molino industrial, así como residencias para el personal, talleres, escuela y una posta de salud. También se compraron generadores eléctricos alemanes que fueron ubicados a los pies del Tunari.

## Galería
- Fotografías de Villa Albina en Wikimedia Commons